# ロシアの声

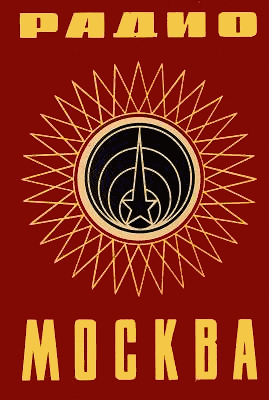
1969年に発行されたモスクワ放送QSLカード（ベリカード）。キリル文字で「RADIO MOSKVA」と表記されている

ロシアの声（ロシアのこえ、ロシア語: Голос России ゴーラス・ラッスィーイ、英語: Voice of Russia、略称：VOR）は、ロシア連邦にあるBГТРК（全ロシア国営テレビ・ラジオ放送会社）系列の国外放送（国際放送）。ソビエト連邦崩壊後の1993年に現在の名称に変更され、それまではモスクワ放送（英語ではRadio Moscow）と呼ばれていた。2014年11月11日、スプートニクが運営する「ラジオ・スプートニク」に引き継がれた。

## 概説
当初は、ソビエト社会主義共和国連邦テレビラジオ放送委員会の海外向け放送として、ドイツ語放送を開始したのが始まりである。ソビエト社会主義共和国連邦共産党機関紙「プラウダ」からの報道を中心に放送していた。その後、大出力の送信設備が各地に建設され、英語とロシア語による「ワールドサービス」は短波の周波数帯を問わず聴取ができた。
ソ連崩壊後、ソ連テレビラジオ放送委員会（通称：ゴステレ）の解体から一時公社化。現在は完全国営企業体であるが「公社」ではなく株式を発行する「国営会社」であり、32ヶ国語による放送を行う。24時間旧ソ連諸国向けのロシア語放送を実施。

## 歴史
- 1929年10月29日 - 放送開始、ドイツ語放送開始。
- 1929年11月 - フランス語放送開始。
- 1929年12月 - 英語放送開始。
- 1942年4月14日 - 日本語放送開始。
- 1946年12月3日 - ハバロフスク支局開局。
- 1961年 - アムハラ語放送、スワヒリ語放送、ハウサ語放送開始。
- 1978年10月3日 - BBCワールドサービスに対抗するため「モスクワ放送ワールドサービス」を開始。
- 1993年12月22日 - ロシアの声 (Voice of Russia) に改称。
- 2004年10月29日 - 日本語放送リスナーズクラブ「日露友の会 ペーチカ」が発足。
- 2006年3月26日 - 中波 (630kHz, 720kHz) による日本語放送を中止。
- 2007年1月1日 - 中波による日本語放送を再開。
- 2008年10月23日 - アルメン・オガネシアーン社長がプーチン首相によりその職を解任され、新社長にアンドレイ・ブィストリツキイ（1961年生まれ・モスクワ教育大学卒）が任命される。
- 2009年10月15日 - モバイル放送を日本語を含む17言語で開始。
- 2009年10月29日 - 開局80周年を迎える。
- 2013年12月9日 - ウラジーミル・プーチン大統領はRIAノーボスチ通信と「ロシアの声」を廃止し、新たに国際情報局「ロシアの今日」を開設するロシア連邦大統領令に署名した[1][2]。
- 2014年4月11日 - 日本語放送の衛星ラジオ放送への移行が発表される。
- 2014年5月1日 - 会社再編に伴い、日本語放送が一時的に休止される。
- 2014年5月 - 日本語放送の日本人アナウンサーが全員一時帰国する。
- 2014年7月24日 - 日本語放送が再開される。
- 2014年11月11日 - スプートニクが運営する「ラジオ スプートニク」によって引き継がれる。
- 2015年3月20日 - 「ラジオ スプートニク」の日本語のホームページが開設される。

## 日本語番組
- 1時間を1単位とし、ニュース・時事解説番組・スポーツ情報、音楽番組を放送。
- 2013年12月31日の放送をもって、ユジノサハリンスクからの中波720kHz (500kW) は廃止された。
- 2014年4月1日以降、イルクーツクからの短波5965kHz (100kW) が聞こえなくなっている。
- 局の組織変更が行われたが、衛星ラジオ放送の開始までしばらく時間がかかりそうである。予告されている衛星のデータは次の通り。東経90度「ヤマル201 (yamal 201)」受信チャンネル：CH34右、フォーマット：DVB-S、周波数：3954MHz、転送速度：毎秒29,500キロビット。
- ラジオ スプートニクのウェブサイトでは、24時間番組を聞くことが出来る。

### 送信所
- コムソモルスク局：北緯50度39分00秒 東経136度55分00秒 / 北緯50.65000度 東経136.91667度
- サハリン局：北緯46度50分00秒 東経142度54分00秒 / 北緯46.83333度 東経142.90000度
- イルクーツク局：北緯52度25分00秒 東経103度40分00秒 / 北緯52.41667度 東経103.66667度

### 日本語放送
日本語放送は1942年4月14日に開始。ドイツ語放送と同様、戦時中の対日宣伝が目的であった。番組は当初、モスクワで制作・放送されていた。
やがてハバロフスクにもスタジオを設置。モスクワからの放送と併せ2箇所で番組制作・発信が行われていた。
日本語放送でも夜間6時間以上の長時間放送を実施。ハバロフスク・ウラジオストク・ユジノサハリンスク等の極東ロシアからの中波放送（AM）は日本全国に良好に届いていた。
かつての中波1251kHzによる放送は、出力が1MW（＝1000kW）と強力だったため、日本国内においては、この周波数に隣接しているニッポン放送（1242kHz、100kw）のエリア内である関東地方や、同じく隣接する東北放送（1260kHz、20kw）のエリアを含む東北地方でも混信を起こしていた。更に同じ1251kHzで放送を行っていた極東放送に至ってはこの混信に悩まされた挙句中波の免許を返上、エフエム沖縄に社名変更して超短波放送（FM）局としての再出発を余儀なくされた。
2003年10月から再び、モスクワ制作の番組が主になっているがハバロフスクにもスタッフが残っており、月に40分程度の番組を制作し、モスクワ経由で放送していた。しかし日本語スタッフの退社により2010年9月でハバロフスクからの放送が終了となった。
1938年1月3日に南樺太からソ連に越境した日本の女優、岡田嘉子が戦後にアナウンサーを務めていた他、戦後捕虜となりハバロフスク収容所にて収容されていた旧日本陸軍士官であった清田彰がソ連陸軍政治将校らの薦めに応じハバロフスクスタジオにてアナウンサー勤務を経てモスクワ本局へ異動する等の者もいた。
2007年4月14日と15日の両日、日本語放送放送開始65周年記念番組を放送。現在では短波のほか、インターネットによる聴取も可能である。
放送のスタンスとしては、ロシアの国営放送であるため、政治・外交に属する問題に関しては、同国のスポークスマン的な伝え方となる。例えば、北方領土付近で時折発生する、拿捕事件などは、殆どの場合ロシア側の公式コメントしか伝えない。なお番組製作スタッフは、リスナーからの番組のスタンスに関する質問への返答として、ロシアの声日本語版は、基本的にロシア寄りの意見に立って放送していることを番組内でも折に触れコメントしている。もっとも、概ねロシアの生活様式など文化の紹介よりロシア政府の宣伝的なニュースが中心であり、他国と対立する懸案ではもっぱらモスクワ政府の立場やその意図を説明する事が多い。

### プログラム
ニュースとその解説番組「ラジオジャーナル『今日の話題』」（日曜のみ「週間ラジオ展望」）を毎時間放送する。その後の番組は日替わりである。ニュースの前にはその日のモスクワの天気・気温・対ドルルーブルとの交換レートの紹介がある。（22時台では時間的に余裕があるときはモスクワ以外の主要都市の天気・気温が放送される場合がある）
平日のニュースは2名のアナウンサーが担当する。

### 休止前時点の番組
| 時間/曜日 | 月曜                                              | 火曜                                 | 水曜                                 | 木曜                                 | 金曜                                                   | 土曜                                 | 日曜                   |
| --------- | ------------------------------------------------- | ------------------------------------ | ------------------------------------ | ------------------------------------ | ------------------------------------------------------ | ------------------------------------ | ---------------------- |
| 21時台    | ニュース                                          | ニュース                             | ニュース                             | ニュース                             | ニュース                                               | ニュース                             | ニュース               |
| 21時台    | ラジオジャーナル「今日の話題」                    | ラジオジャーナル「今日の話題」       | ラジオジャーナル「今日の話題」       | ラジオジャーナル「今日の話題」       | ラジオジャーナル「今日の話題」                         | ラジオジャーナル「今日の話題」       | 週間ラジオ展望         |
| 21時台    | モスクワミュージックマガジン (MMM) （クラシック） | モスクワ情報エキスプレス             | 文化の世界（再）                     | お答えします                         | 各地の話題                                             | アーカイブ                           | お便りスパシーバ（再） |
| 22時台    | ニュース                                          | ニュース                             | ニュース                             | ニュース                             | ニュース                                               | ニュース                             | ニュース               |
| 22時台    | ラジオジャーナル「今日の話題」（再）              | ラジオジャーナル「今日の話題」（再） | ラジオジャーナル「今日の話題」（再） | ラジオジャーナル「今日の話題」（再） | ラジオジャーナル「今日の話題」（再）                   | ラジオジャーナル「今日の話題」（再） | 週間ラジオ展望（再）   |
| 22時台    | 科学と技術 （最終週のみ：ドゥルージバ・日露交流） | 文化の世界                           | モスクワ情報エキスプレス（再）       | ヤングウェーブ                       | モスクワミュージックマガジン (MMM) （ロック&ポップス） | お便りスパシーバ                     | お答えします（再）     |

#### その他
- 百科事典ロシアのすべて
- ピャトニツカヤ25番地

### 過去の番組

#### モスクワ放送
- 子供の時間
- ソビエト婦人の生活
- ソビエト農業の時間
- ソ連便り
- お返事の時間
- 聴取者の手紙から→お便りスパシーバ
- 今週の世界
- 時事解説
- 友好と善隣
- ラジオジャーナル　今日の話題
- ロシア語講座 - 2014年4月2日「ロシア語講座」が開講した。
- ソ連文化
- ソビエトのパノラマ
- ソビエト科学の部屋 - 番組OPは電子楽器テルミン演奏曲。
- ラジオ懇談会
- リクエスト音楽
- ミッドナイト・イン・モスコー
- シベリア極東ジャーナル

#### ロシアの声
- 旧ソ連発現地記者レポート
- シベリア銀河ステーション
- ビジネス情報
- スポーツの時間

## アナウンサー一覧
- 清田彰（せいた あきら）（モスクワ放送1948年 - 1992年。2011年4月16日死去）
- 日向寺康雄（チーフアナウンサー。早稲田大学卒業後、1987年にモスクワ放送日本課に採用され、ソ連崩壊を告げる放送のアナウンサーも務めた。モスクワ放送がロシアの声になった後も音楽番組や視聴者からの手紙のコーナーを担当し、2017年のラジオ・スプートニク移管まで務めた。廃局後、日本に帰国し早稲田大学や中央大学の非常勤講師を務め、2024年1月5日に死去[4][5]。）
- 岡田和也（ハバロフスク）（2010年9月に退社）
- 山上智子
- 木戸典佳（2008年8月に退社。現在は家族と共に上海在住。）
- 真野佳名子
- 菅聡史
- いちのへ友里（2009年6月にモスクワを離れ、東京特派員に就任。）
- 後閑理恵（木戸の後任、2008年8月 - ）
- 徳永勇樹（研修員、2014年12月 - 2015年3月）

## ハバロフスク支局
ソ連時代は住所は秘密であったが、後にハバロフスク市レーニナ（「レーニン」生格化（レーニンの～）表記）通り4番地と明らかになった。日本語、中国語、朝鮮語で極東地域の情報を含めた番組制作を行っていた。2003年10月に日本語課、中国語課、朝鮮語課が通信員課に縮小される。
長時間放送が実施されていた時代は、前半の数時間（21時まで）をハバロフスク発で全編放送したことがあった。2010年にシベリア銀河ステーションの放送が終了したのに伴い、ハバロフスクからの生放送は現在廃止されている。
過去の番組
- シベリア極東案内
- 論説室
- みちくさ音楽会
- ロシア民族音楽
- ロシアのポップ&ロック
- シベリア極東ジャーナル（最終週を除く土曜日）
- シベリア銀河ステーション（第2・第4土曜日）2010年9月25日放送分で打ち切り。